# Kenki Fukuoka

a Compétitions nationales et continentales officielles uniquement.

b Matchs officiels uniquement.
Dernière mise à jour le 21 janvier 2020.
Kenki Fukuoka (福岡 堅樹, Fukuoka Kenki), né le 7 septembre 1992 à Fukuoka (Japon), est un joueur de rugby à XV et de rugby à sept international japonais évoluant au poste d'ailier. Il évolue avec le club des Panasonic Wild Knights en Top League depuis 2016 et avec la franchise des Sunwolves en Super Rugby depuis 2017. Il mesure 1,75 m pour 83 kg.

## Carrière

### En club
Kenki Fukuoka a commencé par évoluer en championnat japonais universitaire avec son club de l'Université de Tsukuba entre 2012 et 2016.
Il a fait réellement ses débuts professionnels en 2016 avec le club des Panasonic Wild Knights situé à Ōta et qui évolue en Top League. Lors de sa première saison, il dispute dix matchs et inscrit dix essais malgré la grosse concurrence à son poste, avec les internationaux Yoshikazu Fujita et Akihito Yamada, ainsi que le puissant australien Taqele Naiyaravoro,.
En 2017, il rejoint la franchise japonaise des Sunwolves, évoluant en Super Rugby.
En 2019, sortant pourtant d'une coupe du monde remarquable, il décide de prendre sa retraite du rugby à XV pour aller au bout de son rêve d'enfance de devenir médecin, gardant néanmoins l'ambition de disputer les jeux olympiques en 2020.

### En équipe nationale

#### En rugby à XV
Kenki Fukuoka obtient sa première cape internationale avec l'équipe du Japon le 20 avril 2013 à l’occasion d’un match contre l'équipe des Philippines à Fukuoka.
Il fait partie du groupe japonais choisi par Eddie Jones pour participer à la coupe du monde 2015 en Angleterre. Il dispute un match, contre l'Écosse.
Également présent à la coupe du monde au Japon en 2019, il y fait partie des joueurs les plus en vue — marquant notamment quatre essais — dans cette équipe japonaise qui réalise l'exploit de se qualifier en quart en battant l'Irlande et l'Écosse.

#### En rugby à sept
Il évolue avec l'équipe du Japon de rugby à sept depuis 2014 dans le cadre des World Rugby Sevens Series. En 2016, il est retenu pour participer aux Jeux olympiques 2016 de Rio de Janeiro, où le Japon termine à la quatrième place.

## Palmarès

### En club
- Finaliste du championnat universitaire en 2013 et 2015 avec Tsukuba

### En équipe nationale
- 38 sélections
- 125 points (25 essais)
- Participations à la coupe du monde 2015 (1 match) et à la coupe du monde 2019 (4 matchs, 4 essais).
- Vainqueur du Championnat d'Asie de rugby à XV en 2013 et 2015.
- Membre de l'équipe du Japon de rugby à sept depuis 2014.
- Participation aux Jeux olympiques 2016 ( 4e place)